# 斯蒂夫·霍顿
斯蒂夫·霍顿（英語：Steph Houghton，1988年4月23日—），英国女子足球运动员。她曾代表英格兰代表队参加2011年、2015年和2019年国际足联女子世界杯，其中2015年世界杯获得季军。